# Australisch Open (dames)
Het Australisch Open is een golftoernooi voor dames. Het toernooi wordt erkend door de ALPG Tour en de Ladies European Tour (LET). De huidige titelsponsor is Handa, de officiële naam van het toernooi is Handa Women's Australian Open. Er is ook een Australisch Open voor heren.
De ALPG Tour werd in 1972 opgericht en bestaat in 2010 uit dertien toernooien. Het Australisch Open bestaat sinds 1974 en begon als driedaags toernooi met de naam Ladies Australian Open. Het kwam moeilijk van de grond en stopte na 1978. In 1994 kwam een herstart als vierdaags toernooi met de naam Women's Australian Open. Annika Sörenstam behaalde toen haar eerste overwinning.
Sinds 2000 telt het Open ook mee voor de Ladies European Tour.

Het toernooi heeft regelmatig moeite met het vinden van sponsors, waardoor het soms niet gespeeld wordt. Handa is titelsponsor voor 2010 en 2011.

## Winnaressen

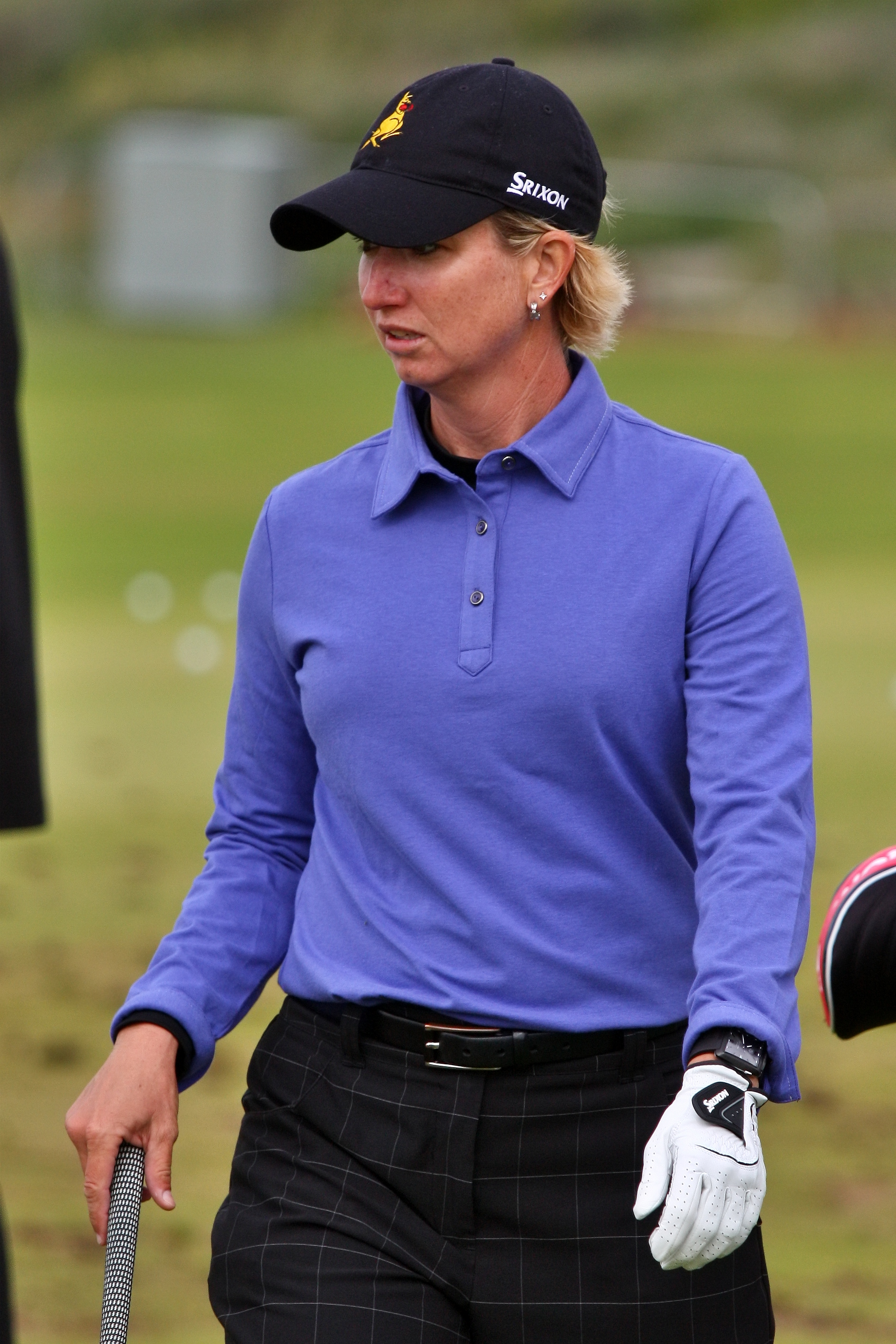
Karrie Webb, 4-voudig winnares

| Jaar                                | Baan                             | Winnares                     | Score                        |
| Wills Australian Ladies Open        | Wills Australian Ladies Open     | Wills Australian Ladies Open | Wills Australian Ladies Open |
| ----------------------------------- | -------------------------------- | ---------------------------- | ---------------------------- |
| 1974                                | Victoria Golf Club               | Chako Higuchi                | 219                          |
| Wills Qantas Australian Ladies Open |                                  |                              |                              |
| 1975                                | The Australian Golf Club         | JoAnne Carner                | 228                          |
| 1976                                | Victoria Golf Club               | Donna Caponi                 | 206                          |
| 1977                                | Manly Golf Club                  | Jan Stephenson               | 145                          |
| 1978                                | Manly Golf Club                  | Marnie McGuire               | 213                          |
| 1979 - 1993 niet gespeeld           |                                  |                              |                              |
| Holden Women's Australian Open      |                                  |                              |                              |
| 1994                                | Royal Adelaide Golf Club         | Annika Sörenstam             | 286                          |
| 1995                                | Yarra Yarra Golf Club            | Liselotte Neumann            | 283                          |
| 1996                                | Yarra Yarra Golf Club            | Catriona Matthew             | 283                          |
| Toyota Women's Australian Open      |                                  |                              |                              |
| 1997                                | Yarra Yarra Golf Club            | Jane Crafter                 | 279                          |
| AAMI Women's Australian Open        |                                  |                              |                              |
| 1998                                | Yarra Yarra Golf Club            | Marnie McGuire               | 280                          |
| 2000                                | Yarra Yarra Golf Club            | Karrie Webb                  | 278                          |
| 2001                                | Yarra Yarra Golf Club            | Sophie Gustafson             | 276                          |
| 2002                                | Yarra Yarra Golf Club            | Karrie Webb                  | 278                          |
| 2003                                | Terrey Hills Golf & Country Club | Mhairi McKay                 | 277                          |
| 2004                                | Concord Golf Club                | Laura Davies                 | 283                          |
| 2005 - 2006 niet gespeeld           |                                  |                              |                              |
| MFS Women's Australian Open         |                                  |                              |                              |
| 2007                                | Royal Sydney Golf Club           | Karrie Webb                  | 278                          |
| 2008                                | Kingston Heath Golf Club         | Karrie Webb                  | 284                          |
| Women's Australian Open             |                                  |                              |                              |
| 2009                                | Metropolitan Golf Club           | Laura Davies                 | 285                          |
| Handa Women's Australian Open       |                                  |                              |                              |
| 2010                                | The Commonwealth Golf Club       | Yani Tseng                   | 283 (-9)                     |
| ISPS Handa Women's Australian Open  |                                  |                              |                              |
| 2011                                | The Commonwealth Golf Club       | Yani Tseng                   | 276 (-16)                    |
| 2012                                | Royal Melbourne Golf Club        | Jessica Korda                | 289 (-3)                     |
| 2013                                | Royal Canberra Golf Club         | Jiyai Shin                   | 274 (-18)                    |
| 2014                                | Victoria Golf Club               | Karrie Webb                  | 276 (-12)                    |